# Cibi e bevande della Terra di Mezzo
Nelle opere fantasy di J. R. R. Tolkien sulla Terra di Mezzo,  vengono descritti diversi cibi e bevande frutto dell'immaginazione dell'autore, che vengono di seguito elencati.

## Cibi

### Lembas - Pan di via
«Gallette», disse sottovoce, rompendo un angolino croccante e rosicchiandolo. La sua espressione cambiò tosto, ed egli divorò avidamente il resto del dolce.

«Basta, basta!», esclamarono gli Elfi ridendo; «quel che hai mangiato è sufficiente per un lungo giorno di marcia».

[...]

«[...] noi le chiamiamo lembas, o pan di via, e sono più nutrienti di qualsiasi cibo fatto dagli Uomini, e senza dubbio di gran lunga più gradevoli delle gallette».»
(La Compagnia dell'Anello, op. cit. p. 458)
Il lembas, compare ne Il Signore degli Anelli e ne Il Silmarillion, ed è uno speciale pane elfico, chiamato anche pan di via nel linguaggio comune. Il lembas è molto nutriente, ha la forma di sottili tartine che rimangono fresche per mesi se conservate nei loro involucri di foglie originali, questo lo rende adatto ad essere utilizzato per il sostentamento durante i lunghi viaggi. È più saporito del rimpinzimonio o delle torte al miele di Beorn. La superficie esterna è dorata mentre l'interno è color crema, ma la sua ricetta è un segreto che gli elfi custodiscono gelosamente, per cui non si conosce, in ogni caso è stata data anche a esseri viventi appartenenti ad altre razze, anche se molto raramente.
Come qualunque cibo elfico, non viene mangiato dalle creature del male; Gollum ne Il Ritorno del Re, mentre conduceva Frodo e Sam a Mordor, si rifiutò di mangiarlo, nonostante non vi fosse altro cibo a disposizione.
In origine fu Melian, la regina del Doriath, a custodire la ricetta; più tardi questa passò a Galadriel e ad altri elfi. Galadriel diede una grande scorta di lembas alla Compagnia dell'Anello al momento della loro partenza da Lothlórien; fu molto importante soprattutto per Frodo e Sam, perché come già detto, per la maggior parte del loro viaggio verso Mordor fu l'unica fonte di cibo a loro disposizione.
Tolkien per creare il lembas si sarà basato sulle gallette, un biscotto duro pensato per i lunghi viaggi in mare e per le campagne militari; ma dal punto di vista simbolico gli studiosi ritengono sia quasi del tutto assimilabile all'eucaristia. Lembas sostenne letteralmente la vita dei due hobbit impegnati nella loro importante missione, dandogli forza e volontà, allo stesso modo il sacramento eucaristico, per un cattolico, è la principale fonte di sostentamento spirituale ed è chiamata il viatico, il pane di cui nutrirsi per affrontare il viaggio che, dopo la morte, permette l'accesso al Regno dei Cieli; inoltre le creature malvagie non sopportano il lembas, così come i cattolici non possono ricevere l'eucaristia se in peccato mortale. In alcune lettere, lo stesso Tolkien confermerà che il lembas è un chiaro riferimento all'eucaristia.
Nell'adattamento cinematografico di Peter Jackson, il termine "lembas" è usato solo di rado, in quanto nella versione distribuita nelle sale cinematografiche, la scena in cui la Compagnia ricevette il lembas da Galadriel non è presente (mentre lo è nella versione estesa del film). Nel film, viene proposto con le sembianze di uno shortbread, un biscotto friabile, e viene descritto da Legolas, che dice: "un solo morso è sufficiente a saziare lo stomaco di un uomo adulto"; mentre Tolkien nel libro lo descrive dicendo che un intero lembas è sufficiente per un intero giorno di marcia.

### Rimpinzimonio
Il rimpinzimonio compare ne Lo Hobbit e viene menzionato anche ne Il Signore degli Anelli, è una sorta di semplice focaccina di farina, acqua e sale che se ben conservata può essere mangiata anche dopo mesi; a volte veniva farcito con miele e latte. Il rimpinzimonio era prodotto dagli uomini della Città del Lago, è un alimento molto nutriente ed è pensato per essere consumato nei lunghi viaggi, per questo motivo è assimilabile al pane elfico lembas, nonostante fosse però meno saporito. Tolkien probabilmente pensò al rimpinzimonio come una galletta. Nell'edizione originale il rimpinzimonio è la traduzione della parola elfica cram, tradotta con "rimpinzimonio" perché i curatori dell'edizione italiana fecero riferimento al verbo inglese to cram, cioè rimpinzarsi.

### Torte al miele dei Beorniani
Le torte al miele dei Beorniani appaiono ne Lo Hobbit, e sono delle torte a due strati prodotte da Beorn, e successivamente dai suoi discendenti, i beorniani. Sono anch'esse un cibo da consumare per i lunghi viaggi anche perché riesce a conservarsi per molto tempo. Vengono menzionate anche ne Il Signore degli Anelli, assaggiando il lembas, Gimli sostiene che sono molto buone (sebbene inferiori al lembas) dato che i beorniani sono, a suo dire, degli ottimi dolcieri; sebbene meno saporiti del lembas, sono certamente migliori del rimpinzimonio.

## Bevande

### Acqua degli Ent
L'acqua degli Ent è un'acqua con speciali proprietà che si originava dal monte Methedras, da cui si origina il fiume Entalluvio. Ne Il Signore degli Anelli, quando Meriadoc Brandibuck e Peregrino Tuc bevvero l'acqua dell'Entalluvio e vi si bagnarono i piedi, si sentirono rinfrescati e tonificati e le loro ferite guarirono, ne bevvero nuovamente da una brocca di pietra su offerta di Barbalbero quando li portò nella sua casa, che però gli sembrò essere leggermente diversa, ancora più tonificante. Sentivano la sua potenza scorrere dentro di loro ed ebbero l'impressione che gli crescessero i capelli, diventando più ricci. Aveva un aroma come quello della brezza dei boschi. La mattina seguente, Barbalbero diede agli Hobbit altra acqua, ma da una brocca diversa; questa li saziò, ed aveva un gusto più corposo. Questa particolare acqua tonificò gli Hobbit che oltretutto crebbero di statura dopo averla bevuta. La loro altezza non viene riportata, ma, implicitamente, si fa capire che superarono Brandobras Tuc, che fu il più alto hobbit mai esistito, essendo alto circa 140 cm.

### Miruvor
Non appena Frodo ebbe inghiottito un po' del caldo e fragrante liquore, sentì il proprio cuore empirsi di nuovo vigore e la pesante sonnolenza abbandonare le sue membra.»
(La Compagnia dell'Anello, op. cit. p. 365)
Il miruvor è un cordiale prodotto dagli elfi, che compare ne Il Signore degli Anelli. Il miruvor rinnova la forza e la vitalità di chi lo beve e viene usato dagli elfi anche per le feste. Non si conosce la sua composizione, ma si pensa sia fatto con il miele dei fiori eterni del giardino di Yavanna.
Elrond ne diede un flacone a Gandalf quando la Compagnia intraprese il suo viaggio. Durante la tempesta di neve sul Caradhras, Gandalf diede ad ognuno dei suoi compagni un sorso del cordiale per rinvigorirli dalla stanchezza; lo bevvero nuovamente quando si fermarono per riposare; infine ne bevvero un terzo sorso quando si apprestarono ad entrare nelle miniere di Moria. A quel punto, il flacone era quasi esaurito.